# Stilobezzia
Stilobezzia is een geslacht van stekende muggen uit de familie van de knutten (Ceratopogonidae).

## Soorten
- S. amnigena (Macfie, 1935)
- S. antennalis (Coquillett, 1901)
- S. beckae Wirth, 1953
- S. bicolor Lane, 1947
- S. bulla Thomson, 1935
- S. cereola Clastrier, 1963
- S. coquilletti Kieffer, 1917
- S. diversus (Coquillett, 1901)
- S. elegantula (Johannsen, 1907)
- S. flavirostris (Winnertz, 1852)
- S. flavirostroides (Strobl, 1880)
- S. fuscidorsum Kieffer, 1921
- S. fuscula Wirth, 1952
- S. gallica Clastrier, 1991
- S. glauca Macfie, 1939

- S. gracilis (Haliday, 1833)
- S. kiefferi Lane, 1947
- S. lutacea Edwards, 1926
- S. lutea (Malloch, 1918)
- S. navaiae Wirth and Grogan, 1981
- S. ochracea (Winnertz, 1852)
- S. pallidiventris (Malloch, 1915)
- S. pessoni Neveu, 1977
- S. pruinosa Wirth, 1952
- S. rabelloi Lane, 1947
- S. stonei Wirth, 1953
- S. sybleae Wirth, 1953
- S. thibaulti Neveu, 1977
- S. thomsenae Wirth, 1953
- S. viridis (Coquillett, 1901)